# Дэниелс, Фил
Фи́лип Уи́льямс «Фил» Дэ́ниелс (англ. Philip William "Phil" Daniels, род. 25 октября 1958, Ислингтон, Лондон, Англия) — английский актёр, наибольшую известность получивший благодаря характерным кокни-ролям в фильмах «Квадрофения» и «Scum», а также сотрудничеству с брит-поп-группой Blur. Дэниелс, сыгравший во многих телесериалах (в частности, «EastEnders»), известен также как театральный актёр (он сыграл в нескольких спектаклях Royal Shakespeare Company).

## Фильмография
| Год  | Заголовок                           | Роль         |
| ---- | ----------------------------------- | ------------ |
| 2012 | Винил                               | Джонни Джонс |
| 2007 | Дальнобой без тормозов              | Ворчун       |
| 2006 | Освободите Джимми                   | Газ          |
| 2001 | До свидания, Чарли Брайт            | Эдди         |
| 2000 | Побег из курятника                  | Фэтчер       |
| 1998 | Крезанутые                          | Нил Гэйдон   |
| 1985 | Невеста                             | Бела         |
| 1985 | Малыш Билли и вампир зелёного сукна | Малыш Билли  |
| 1984 | Тем временем                        | Марк         |
| 1980 | Битое стекло                        | Дэнни        |
| 1979 | Рассвет зулусов                     | Паллен       |
| 1979 | Квадрофения                         | Джимми Купер |
| 1979 | Отбросы                             | Ричардс      |
| 1978 | Класс мисс МакМичел                 | Стюарт       |
| 1976 | Багси Мэлоун                        | официант     |